# Ramon Sarsanedas i Oriol
Ramon Sarsanedas i Oriol (Barcelona, 1 d'agost de 1896 - Barcelona, 1987) fou un lacador català. Era fill de Ramon Sarsanedas i Marondo de Roda de Ter, mort d'accident l'any 1925 i d'Antònia Oriol i Martorell de Barcelona. Deixeble de Lluís Bracons i Sunyer, era especialista a aplicar laca segons les tècniques tradicionals japoneses i va lacar diferents obres d'artistes catalans de l'època, com Francesc d'Assís Galí i Fabra, Camps i Ribera, J. Capdevila i Emili Grau Sala. Fou candidat a les històriques eleccions del 12 d'abril de 1931 per Acció Catalana Republicana. Casat l'any 1923 amb Rosa Vives i Puig varen ser pares de l'escriptor Jordi Sarsanedas i de l'editor Octavi Sarsanedas.

## Exposicions personals rellevants
- 1925- Galeries Arenyas
- 1927- Galeries Syra
- 1932- Sala Parés

## Premis i reconeixements
- 1929- La Creació- Medalla d'or a l'Exposició Internacional de Barcelona de 1929.